# Dry (album)
Dry è l'album di debutto di PJ Harvey (in formazione trio), pubblicato nel 1992 dalla Too Pure e dalla Indigo.

## Tracce
1. Oh My Lover – 3:57
2. O Stella – 2:36
3. Dress – 3:16
4. Victory – 3:16
5. Happy and Bleeding – 4:50
6. Sheela-Na-Gig – 3:11
7. Hair – 3:45
8. Joe – 2:33
9. Plants And Rags – 4:07
10. Fountain – 3:52
11. Water – 4:32

## Formazione

### Gruppo
- PJ Harvey – voce, chitarra, violino
- Steve Vaughan – basso
- Rob Ellis – batteria, voce, harmonium

### Altri musicisti
- Ian Olliver – basso (3, 5)
- Ben Groenevelt – contrabbasso (3)
- Mike Paine – chitarra (9)
- Chas Dickie – violoncello (9)

### Produzione
Tecnici
- Head – produzione, ingegneria del suono
- PJ Harvey – produzione
- Rob Ellis – produzione, missaggio (5)
- Mark Vernon – produzione (3, 5)

Grafica
- Foothold – layout
- Maria Mochnacz – fotografia